# Edgars Vērdiņš
Edgars Vērdiņš (Daugavpils, 29 marzo 1993) è un ex calciatore lettone, di ruolo centrocampista.

## Carriera

### Club
Vērdiņš ha cominciato la carriera con la maglia del Tranzit, per cui ha esordito in Virslīga in data 8 aprile 2009, subentrando a Vitālijs Stols nel pareggio per 1-1 maturato sul campo del Ventspils. Il 23 ottobre 2010 ha trovato la prima rete nella massima divisione locale, nella sconfitta per 2-3 contro il Daugava Rīga.
Nel 2011 è stato ingaggiato dal Ventspils, per cui ha debuttato il 1º ottobre 2011, sostituendo Ritvars Rugins nella vittoria per 1-6 maturata sul campo dell'Olimps Rīga. È rimasto in squadra fino al mese di luglio 2013, quando si è trasferito allo Jelgava: il primo incontro con questa maglia lo ha disputato il 13 luglio, schierato titolare nella sconfitta per 2-1 in casa dell'Ilūkstes NSS.
Tornato al Ventspils nel 2014, sempre nel corso di quella stagione si è trasferito al Daugava, formazione per cui ha esordito in data 7 luglio, impiegato da titolare nel successo esterno sul campo dello Jūrmala col punteggio di 2-3.
Nel 2015 è passato al BFC Daugavpils, per cui ha debuttato il 14 marzo: è stato schierato titolare nella sconfitta per 0-1 contro la sua ex squadra dello Jelgava. Il 4 maggio 2015 ha trovato il primo gol, nel pareggio per 1-1 contro lo Spartaks.
Il 4 aprile 2017, Vērdiņš è passato ai norvegesi del Leknes, in 4. divisjon – quinto livello del campionato.

### Nazionale
Vērdiņš ha giocato una partita per la Lettonia under 23: ha sostituito Andrejs Kiriļins nella vittoria per 1-3 contro l'Estonia, in amichevole.

## Statistiche

### Presenze e reti nei club
Statistiche aggiornate al 28 febbraio 2023.
| Stagione              | Club                  | Campionato            | Campionato | Campionato | Coppe nazionali | Coppe nazionali | Coppe nazionali | Coppe continentali | Coppe continentali | Coppe continentali | Supercoppe | Supercoppe | Supercoppe | Totale | Totale |
| Stagione              | Club                  | Comp                  | Pres       | Reti       | Comp            | Pres            | Reti            | Comp               | Pres               | Reti               | Comp       | Pres       | Reti       | Pres   | Reti   |
| --------------------- | --------------------- | --------------------- | ---------- | ---------- | --------------- | --------------- | --------------- | ------------------ | ------------------ | ------------------ | ---------- | ---------- | ---------- | ------ | ------ |
| 2009                  | Tranzit               | VL                    | 9          | 0          | CL              | ?               | ?               | -                  | -                  | -                  | -          | -          | -          | 9+     | 0+     |
| 2010                  | Tranzit               | VL                    | 18         | 1          | CL              | 1               | 0               | -                  | -                  | -                  | -          | -          | -          | 19     | 1      |
| Totale Tranzit        | Totale Tranzit        | Totale Tranzit        | 27         | 0          |                 | 1+              | 0+              |                    | -                  | -                  |            | -          | -          | 28+    | 1+     |
| 2011                  | Ventspils             | VL                    | 2          | 0          | CL              | 1               | 0               | UEL                | 0                  | 0                  | -          | -          | -          | 3      | 0      |
| 2012                  | Ventspils             | VL                    | 0          | 0          | CL              | 1               | 0               | UEL                | 0                  | 0                  | -          | -          | -          | 1      | 0      |
| gen.-lug. 2013        | Ventspils             | VL                    | 0          | 0          | CL              | 1               | 0               | UEL                | 0                  | 0                  | -          | -          | -          | 1      | 0      |
| lug.-dic. 2013        | Jelgava               | VL                    | 9          | 0          | CL              | -               | -               | -                  | -                  | -                  | -          | -          | -          | 9      | 0      |
| gen.-lug. 2014        | Ventspils             | VL                    | 2          | 0          | CL              | 0               | 0               | -                  | -                  | -                  | -          | -          | -          | 2      | 0      |
| Totale Ventspils      | Totale Ventspils      | Totale Ventspils      | 4          | 0          |                 | 2               | 0               |                    | 0                  | 0                  |            | -          | -          | 6      | 0      |
| lug.-dic. 2014        | Daugava               | VL                    | 12         | 0          | CL              | 1               | 0               | -                  | -                  | -                  | -          | -          | -          | 13     | 0      |
| 2015                  | BFC Daugavpils        | VL                    | 23         | 2          | CL              | 3               | 0               | -                  | -                  | -                  | -          | -          | -          | 26     | 2      |
| 2016                  | BFC Daugavpils        | VL                    | 22         | 0          | CL              | 1               | 0               | -                  | -                  | -                  | -          | -          | -          | 23     | 0      |
| Totale BFC Daugavpils | Totale BFC Daugavpils | Totale BFC Daugavpils | 45         | 2          |                 | 4               | 0               |                    | -                  | -                  |            | -          | -          | 49     | 2      |
| apr. 2017             | Leknes                | 4D                    | ?          | ?          | -               | -               | -               | -                  | -                  | -                  | -          | -          | -          | ?      | ?      |
| Totale                | Totale                | Totale                | 97+        | 3+         |                 | 9+              | 0+              |                    | 0                  | 0                  |            | -          | -          | 106+   | 3+     |